# Údolní nádrž Římov
Údolní nádrž Římov är en reservoar i Tjeckien. Den ligger i den södra delen av landet, 140 km söder om huvudstaden Prag. Údolní nádrž Římov ligger 534 meter över havet.Omgivningarna runt Údolní nádrž Římov är en mosaik av jordbruksmark och naturlig växtlighet.
Följande samhällen ligger vid Údolní nádrž Římov:
- Velešín (4 023 invånare)